# Purim
Purim, Purym (פורים – hebr. losy; nazwa pochodzi od akad. „pur” – los, przeznaczenie; jid. purym), Święto Losów (Losowania) – radosne święto żydowskie, które powstało w gminach żydowskich wschodniej diaspory (być może w Suzie) w połowie II wieku p.n.e. Święto upamiętnia biblijną historię opisaną w Księdze Estery. Historia ta prawdopodobnie miała miejsce w połowie V w. p.n.e. – wyswobodzenie Żydów z rąk Hamana, dążącego do zgładzenia ich w całej Persji. Haman miał wyznaczyć termin zagłady Żydów poprzez losowanie, a Estera doprowadziła do uwolnienia swego narodu z opresji i wymierzenia kary prześladowcom. W tej biblijnej historii nie jest wymieniane imię Boga, jednak jest ona figurą ucisku i prześladowania, z którego naród żydowski jest wybawiany przez interwencję Boga. Święto obchodzone jest w ostatnią pełnię księżyca przed wiosenną równonocą, która przypada 14 dnia miesiąca adar. W roku przestępnym Purim obchodzone jest w „drugim adar” – miesiącu adar szeni. W takim roku 14 dnia adar obchodzone jest pomniejsze święto, zwane Purim Katan („Mały Purim”). Nie ma szczególnych zasad dotyczących tego dodatkowego święta, jednak ono także winno być przestrzegane przez wyznawców judaizmu, a w dniu tym także nie należy pościć ani obchodzić żałoby. Purim jest jednym z dwóch świąt żydowskich (obok Chanuki) ustanowionych przez rabinów, a niewymienionych w Torze.

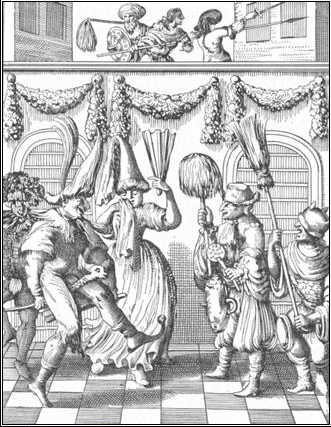
Przebierańcy w czasie święta Purim, Philologus Hebræo-Mixtus, 1657

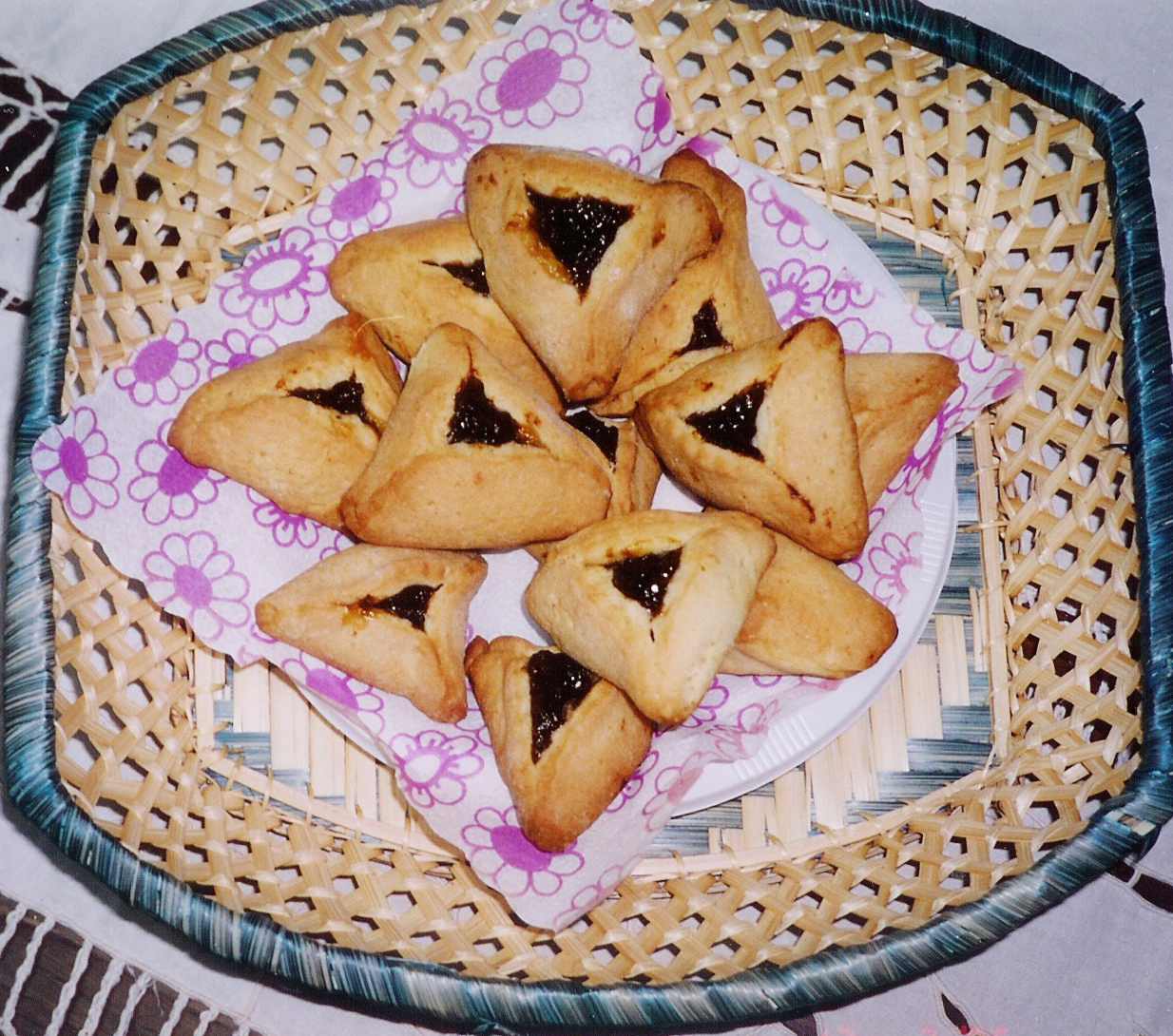
Hamantasze – purimowe ciasteczka

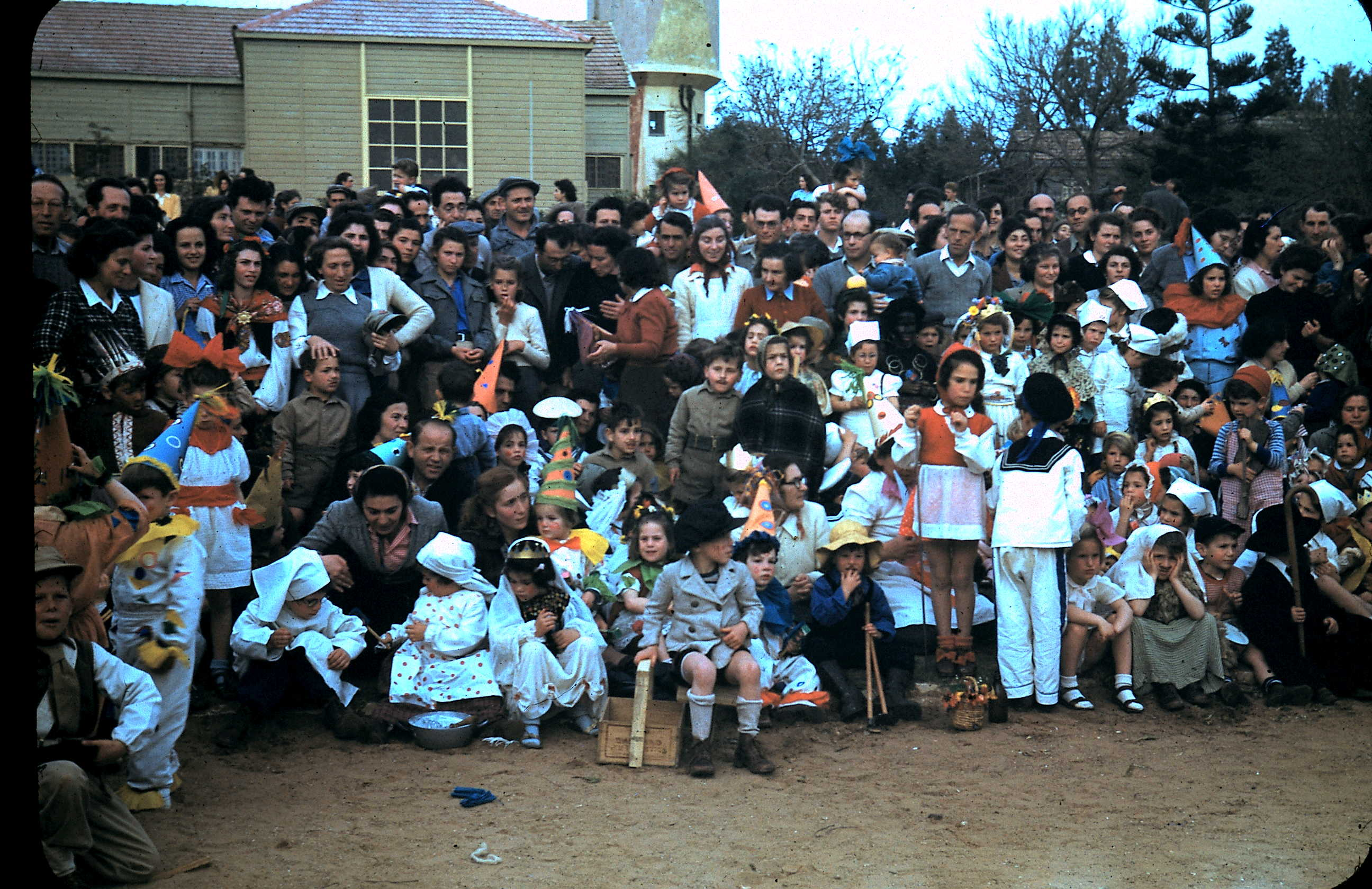
Purim w kibucu Givat Haim Meuchad, lata 40. XX wieku

## Geneza święta
Historia zawarta w Księdze Estery opowiada o Hamanie, który był wysokim rangą wezyrem lub pierwszym ministrem króla Medów i Persów Kserksesa I (w BT występuje pod imieniem Aswerus, które jest łacińską transkrypcją hebr. formy Achaszwerosz), o samym królu Achaszweroszu (Kserkses I), królowej Esterze (Hadassa) i jej przybranym ojcu Mardocheuszu (Mordechaj). Żyd Mardocheusz wbrew poleceniu króla nie oddawał pokłonu Hamanowi (z powodów religijnych); dlatego Haman postanowił skazać na zagładę wszystkich Żydów. Los wskazał na 13 lub 14 dzień adar jako datę zagłady. Dowiedziawszy się o tym planie, Estera rozpoczęła post i modlitwy, a gdy skończyła, poprosiła króla o wyprawienie uczty, na którą zaproszony byłby tylko Haman. Na uczcie przedstawiła Hamana jako osobę, która nastaje na nią i jej lud, po czym zwróciła się do króla z prośbą o łaskę, a na samego Hamana padło królewskie oskarżenie o próbę gwałtu na Esterze. W konsekwencji Haman został powieszony, dziesięciu jego synów spotkała śmierć, zaś w całej Persji Żydzi zabili 75 000 ludzi (Est 9,16). Powstanie święta opisuje biblijna Księga Estery – Megilat Ester (Est 9,25–32).

## Obchody święta
W przeddzień święta, 13 dnia miesiąca adar, wyznawców obowiązuje trwający od wschodu do zachodu słońca post, zwany „Postem Estery”. Wieczorem tego dnia oraz podczas porannych modłów (szacharit) w dniu święta w synagogach odczytywana jest spisana w zwoju pergaminowym (Megilla) Księga Estery (hebr. Megillat Ester). Sam zwój bywa składany jak list, co ma stanowić nawiązanie do wiadomości rozsyłanych przez Esterę i Mardocheusza do współwyznawców. Megillat Ester może publicznie czytać każdy wyznawca z wyłączeniem kobiet, upośledzonych i niepełnoletnich. Kobiety mają obowiązek wysłuchania Megilli. Gdy odczytywane jest imię Hamana, zebrani podnoszą wrzawę i kołaczą specjalnymi grzechotkami i kołatkami (jid. grager), zaś imiona dziesięciu synów Hamana są odczytywane jednym tchem, by podkreślić, że zginęli równocześnie.
14 dnia adar, w sam dzień święta, zakazane są post i publiczna żałoba. Do modlitwy „Osiemnaście błogosławieństw” (Szmone esrej) i modlitwy po posiłku dodaje się jeszcze Al ha-nissim („Za cuda”). Po południu spożywany jest specjalny posiłek, podczas którego nadużywanie alkoholu (adlojada) jest traktowane jako micwa (religijny obowiązek), przez które podkreślana ma być radość z wywyższenia Mardocheusza i śmierci Hamana. Świętu towarzyszą tańce, maskarady i zabawy dla dzieci. W czasie świętowania podawane są trójkątne ciastka, zwane „hamantaszami”, dzieci dostają ciasteczka i „purimowe pieniądze” (jid. purim-gełt), urządzane są widowiska zwane „purimszpilami”. Do zwyczaju należy rozdawanie jałmużny ubogim i wzajemne obdarowywanie się purimowymi prezentami. Żydowski karnawał purimowy nie omija także jesziw, w których przebrani młodzieńcy („purimowi rabini”) wygłaszają żartobliwe wykłady. Podczas święta urządzane są przedstawienia, bale przebierańców, parodie, konkursy piękności. Zasady świętowania opisane są w traktacie talmudycznym „Megilla”.

### Lokalne święta
W niektórych kahałach ustanowiono specjalne obchody (tzw. Specjalny Purim) związane z jakimś ważnym wydarzeniem, które pozwoliło danej społeczności ocaleć. Kahał w Kownie obchodził siódmego dnia miesiąca adar szeni lokalny „Kowieński Purim”, który stanowił wspomnienie nadania społeczności w 1783 roku przez króla Stanisława Augusta Poniatowskiego praw, które uwolniły lokalnych Żydów od doświadczanych cierpień i nieszczęść.

## Kinematografia
W 1937 roku odbyła się premiera zrealizowanego w języku jidysz polskiego filmu fabularnego „Błazen purymowy”
(jid. Der Purimszpiler) w reżyserii Jana Nowina-Przybylskiego i Józefa Greena. Do święta Purim nawiązuje także „Cud purymowy” – polski film fabularny z 2000 roku w reżyserii Izabelli Cywińskiej, zrealizowany na podstawie scenariusza Macieja Karpińskiego.